# Ipolyszög
Ipolyszög là một thị trấn thuộc hạt Nógrád, Hungary. Thị trấn này có diện tích 6,11 km², dân số năm 2010 là 648 người, mật độ 106 người/km².